# Žužek
Žužek je priimek več znanih Slovencev: 
- Agnes Žužek (1927—2010), redovnica misijonarka
- Alojz Žužek (1896—po 1980...-?), biolog, gimn. prof.
- Alojzij Žužek (1865—1941), duhovnik, jezuit, ljudski misijonar
- Angela Žužek (1902—1970), pesnica
- Anton Žužek, gradbenik (19.stol.) ?
- Bogdan Žužek, pravnik, odvetnik
- Boris Žužek (1924–1976), kemik
- Branko Žužek (1921—2001), pesnik, pisatelj in prevajalec
- Franc Žužek (1852—1942), gradbeni strokovnjak
- Franc Žužek (1935—1985), jezikoslovec, filolog, prof. tujih jezikov
- Igor Žužek (*1954), prevajalec, novinar
- Igor Žužek (1960—2020), igralec
- Ivan Žužek (1924—2004), jezuit, teolog, cerkveni pravnik, prof. Gregoriane v Rimu
- Ivan Žužek (1938—1995), pravnik, sodnik, strokovnjak za delovno pravo
- Janez (John) Žužek (1837—?), misijonar v Severni Ameriki
- Josip Žužek (1856—1941), inženir (gradbeništva)
- Jože Žužek (1911—1982), založnik, knjigar, bibliotekar
- Karel Žužek (*1943), violinist, koncertni mojster
- Leopold Žužek (1877—1927), pravnik in politik
- Ljubo Žužek (*1954), gradbenik hidrotehnik
- Matija Roman Žužek (*1938), teolog
- Miha(el) Žužek (1923—2008), jezuit, pastoralni teolog
- Silva Žužek (1930–2017), redovnica misijonarka, zdravnica
- Stane Žužek (*1937), fizik (Argentina)
- Štefica Žužek (*1940), harfistka
- Terezija Žužek (1928–2019), redovnica misijonarka, zdravnica
- Tina Žužek (? Kristina Žužek Rožman), prof. dr. IJS
- Žan Žužek (*1997), nogometaš